# Saint-Didier-de-Bizonnes
Saint-Didier-de-Bizonnes is een gemeente in het Franse departement Isère (regio Auvergne-Rhône-Alpes) en telt 236 inwoners (2005). De plaats maakt deel uit van het arrondissement La Tour-du-Pin.

## Geografie
De oppervlakte van Saint-Didier-de-Bizonnes bedraagt 7,3 km², de bevolkingsdichtheid is 32,3 inwoners per km².
De onderstaande kaart toont de ligging van Saint-Didier-de-Bizonnes met de belangrijkste infrastructuur en aangrenzende gemeenten.

## Demografie
Onderstaande figuur toont het verloop van het inwonertal (bron: INSEE-tellingen).